# Treće oko
Treće oko, prema ezoteriji i misticizmu, mistično središte na čelu iznad očiju koje je fokus orijentalne mistične meditacije. Opisuje se kao unutarnje ili duhovno oko koje pruža uvid i svijest izvan uobičajene percepcije.  U filozofiji joge poznato je kao šesta čakra poznata kao ajna chakra, odnosno središte kontrole. Otvaranje i aktivacija trećeg oka preduvjet je za aktivaciju ostalih čakri u ljudskom tijelu. Otvaranjem trećeg oka stječe se unutarnji mir.
Treće oko je najčešće povezano s religijskim vizijama, vidovitošću, prekognicijom, intuicijom i izvantjelesnim iskustvom.

## U religiji

### Budizam
U budizmu je Darma oko ili Budino oko simbol prosvjetljenja i uvida u prirodu stvarnosti. Siddhartha Gautama, odnosno Buda, često se prikazuje s otvorenim trećim okom na čelu koje označava stanje njegove probuđene svijesti.

### Egipatska mitologija
U egipatskoj mitologiji i simbolizmu koristi se pojam Horusovog oka koje je simbol zaštite, iscjeljenja i duhovnog uvida.

### Hinduizam
Koncept trećeg oka duboko je ukorijenjen u hinduizmu, a povezuje se s bogom Šivom, jednim od glavnih božanstava u hinduizmu koji je često prikazan s trećim okom , za koje se vjeruje da mu daje transcendentno znanje i destruktivnu moć.

### Taoizam
U taoizmu postoji koncept Unutarnjeg ili Mističnog oka koje se odnosi na oblik unutarnje vizije i transcendentira uobičajene sposobnosti vida i spoznaje. Meditacija se koristi u svrhu otvaranja mističnog oka koje daje praktikantima veću svijest i razumijevanje.

## U ezoteriji
U New ageu i ezoteriji koncept trećeg oka ima ponešto drugačiju interpretaciju od religijske te se često povezuje s psihičkim i paranormalnim sposobnostima. Smatra se da aktiviranje trećeg oka poboljšava izvanosjetilno opažanje (ESP) i vidovitost. Za aktivaciju trećeg oka koristi se meditacija, kristali, (ametist ili lapis lazuli), eterična ulja (tamjan), zvučna terapija i druge tehnike.